# Cratere Ashbrook
Ashbrook è un grande cratere lunare di 157,68 km di diametro situato nella parte sud-orientale della faccia nascosta della Luna.